# Portes ouvertes Toronto
Portes ouvertes Toronto (anglais : Doors Open Toronto) est une journée portes ouvertes annuelle organisée par la ville de Toronto, au Canada, durant lequel environ 175 édifices et lieux historiques sont ouverts gratuitement au public,.